# Trọng Hải
Trọng Hải có tên đầy đủ là Nguyễn Trọng Hải là nam diễn viên, đạo diễn phim truyền hình Việt Nam.

## Cuộc đời
Trọng Hải tên đầy đủ là Nguyễn Trọng Hải, sinh ra tại Hà Nội, gia đình ông chuyển vào thành phố Hồ Chí Minh định cư từ tháng 8 năm 1975. Trước khi trở thành diễn viên, Trọng Hải đang làm chủ một xưởng may, bố ông từng là Tham tán Thương mại của Việt Nam tại Bulgaria.
Năm 1982, trong một lần cùng người quen đến chơi ở trụ sở của Hãng phim Giải Phóng, Trọng Hải được đạo diễn Lê Hoàng Hoa để ý và gợi ý Hải nên theo nghiệp diễn viên. Sau đó, Trọng Hải tham gia các lớp đào tạo của nghệ sĩ Lâm Tới và nghệ sĩ Thùy Liên. Trọng Hải bắt đầu nghiệp diễn với một vai nhỏ trong loạt phim Ván bài lật ngửa của đạo diễn Lê Hoàng Hoa. Cuối thập niên 1980, ông được người anh kết nghĩa là đạo diễn Lê Xuân Hoàng mời làm phó đạo diễn trong một loạt phim video. Trong quá trình tuyển diễn viên cho bộ phim Tìm vàng, Trọng Hải đã phát hiện một tài năng diễn xuất mới là Lê Công Tuấn Anh (Lê Công). Trọng Hải là người thứ hai trong nhóm anh em kết nghĩa ngoài Lê Xuân Hoàng (anh cả) còn có Lâm Thế Thành, Nguyễn Thành Công và Lê Công là em út. Trọng Hải và Lê Công sau đó cùng tham gia bộ hai phim video của đạo diễn Lê Hoàng Hoa là Vĩnh biệt mùa hè và Ngọc Trản thần công. Khi Lê Xuân Hoàng qua đời, chiếc xe máy Vespa của ông được các anh em tặng lại cho Lê Công. Sau này, khi Lê Công qua đời, chiếc xe được giao lại cho Trọng Hải bảo quản cùng với một chiếc đồng hồ đeo tay của Lê Công.
Khi còn trẻ Trọng Hải được nhận xét là có nét giống lãnh tụ Nguyễn Ái Quốc. Năm 1990, Trọng Hải tham gia ứng tuyển vai Nguyễn Tất Thành trong bộ phim Hẹn gặp lại Sài Gòn nhưng không được chọn. Một lần nữa, vào năm 2002, bộ phim Nguyễn Ái Quốc ở Hồng Kông tuyển diễn viên, Trọng Hải lại đăng ký vào vai Nguyễn Ái Quốc. Lúc này đường nét khuôn mặt không còn được như xưa nên ông tiếp tục để mất vai diễn, hai tuần trước khi phim bấm máy, đạo diễn Nguyễn Khắc Lợi đã mời ông vào một vai khác trong bộ phim là Hồ Tùng Mậu. Trước khi trở thành đạo diễn, Trọng Hải từng làm phó đạo diễn qua các bộ phim truyền hình Vòng xoáy tình yêu, Mộng phù du, và đồng đạo diễn bộ phim Lửa đáy hồ với đạo diễn Châu Huế. Năm 2001, Trọng Hải hoàn thành khóa học tổ chức sản xuất và đạo diễn và công nghệ quay phim đồng bộ tại Kantana Group ở Thái Lan, và được tham gia bộ phim "Vòng xoáy tình yêu". Trong vai trò Phó đạo diễn, Trọng Hải đã chỉ đạo thực hiện 90% công việc của đạo diễn.
Năm 2007, NSND Huy Thành giao cho Trọng Hải kịch bản phim điện ảnh Đường đua, vì kinh phí của Cục Điện ảnh không đủ chuyển thể kịch bản gốc nên ông xin được sửa lại và được Huy Thành đồng ý. Sau thời gian đi thực tế và chỉnh sửa, năm 2009, kịch bản hoàn tất và được dựng thành phim video cùng tên. Bộ phim đã xuất sắc giành được 4 giải thưởng quan trọng gồm: Bông sen Vàng cho biên kịch, Bông sen Bạc cho bộ phim, giải Cánh diều Vàng cho diễn viên nữ chính, Cánh diều Bạc cho bộ phim.
Tháng 12 năm 2009, Trọng Hải đảm nhiệm vị trí Giám Đốc Trung tâm FSTUDIO thuộc FPT Media tại thành phố Hồ Chí Minh.

## Tác phẩm

### Phim truyền hình
| Năm  | Tựa đề                     | Vai diên      | Đạo diễn                 | Biên kịch | Chú thích            |
| ---- | -------------------------- | ------------- | ------------------------ | --------- | -------------------- |
| 1997 | Những nẻo đường phù sa     |               | Không                    | Không     |                      |
| 1998 | Cầu thang tối              | Biên          | Không                    | Không     | Phim video           |
| 1998 | Đồng tiền xương máu        | Duy - nhạc sĩ | Không                    | Không     |                      |
| 2000 | Đối thủ                    | Ông Phú       | Không                    | Không     |                      |
| 2000 | Ba lẻ một                  |               |                          |           | Điện ảnh truyền hình |
| 2003 | Họ từng chung kẻ thù       | Hai Nhơn      | Không                    | Không     |                      |
| 2005 | Vòng xoáy tình yêu         |               | Phó đạo diễn             | Không     |                      |
| 2005 | Mộng phù du                |               | Phó đạo diễn             | Không     |                      |
| 2006 | Nghề báo                   | Lê Quân       | Không                    | Không     |                      |
| 2009 | Đường đua                  | Không         | Có                       | Có        | [ 7 ]                |
| 2011 | Thiên sứ lông bông         |               | Không                    | Không     |                      |
| 2014 | Vết dầu loang              |               | Có                       | Có        | [ 7 ]                |
| 2014 | Bến mãi đợi đò             | Không         | Có                       | Không     | Điện ảnh truyền hình |
| 2015 | Nguyệt thực                | Không         | Có                       | Không     | [ 7 ]                |
| 2017 | Hồ sơ lửa - Mật danh D9    |               | Không                    | Không     |                      |
| 2017 | Hai nửa yêu thương         |               | Không                    | Không     | [ 9 ]                |
| 2019 | Ruby máu                   |               | Không                    | Không     |                      |
| 2019 | Chàng rể tuổi Hợi          |               | Có                       |           |                      |
| 2021 | Công chúa nhỏ của nội      |               | Có                       |           |                      |
| 2022 | Cảnh sát hình sự: Báo ngầm | Trần Trọng Hà | Không                    | Không     |                      |
| 2024 | Đi về phía lửa             |               | Không                    | Không     |                      |
|      | Lửa đáy hồ                 |               | Châu Huế – Đồng đạo diễn | Không     |                      |

### Điện ảnh
| Năm  | Tựa đề                     | Vai diễn            | Chú thích    |
| ---- | -------------------------- | ------------------- | ------------ |
| 1982 | Ván bài lật ngửa           |                     |              |
| 1992 | Vĩnh biệt mùa hè           | Vũ                  | Phim video   |
|      | Trường xưa kỷ niệm         | Vũ Khoa             | Phim video   |
| 1992 | Ngọc Trản thần công        | Lê Khang            |              |
| 2003 | Lưới trời                  | Hoàng Tân / Năm Tân |              |
| 2003 | Nguyễn Ái Quốc ở Hong Kong | Hồ Tùng Mậu         |              |
| 2007 | Cú và chim se sẻ           | Cơ trưởng           |              |
| 2015 | Lật mặt                    | Cảnh sát Tâm        |              |
| 2018 | 11 niềm hy vọng            | Trưởng đoàn Đức     |              |
| 2021 | Giã từ cô đơn              | Không               | Phó đạo diễn |
| 2023 | Mỹ nhân                    | Nguyễn Phúc Lan     |              |
| 2023 | Chiếm đoạt                 |                     |              |
| 2024 | Lật mặt 7: Một điều ước    | Sếp của Hai Khôn    |              |
| 2025 | Mưa đỏ                     | (đang sản xuất)     |              |

### Phim ngắn
| Năm  | Tựa đề                   | Vai diên | Đạo diễn           | Chú thích |
| ---- | ------------------------ | -------- | ------------------ | --------- |
| 1995 | Chiếc mũ giấy            | Người bố | Van Phuong La      | [ 10 ]    |
| 2010 | Dog day / Thằng chó chết | Hùng     | Phan Gia Nhật Linh | [ 11 ]    |

## Giải thưởng
| Năm  | Phim           | Giải thưởng                                | Kết quả        | Chú thích     |
| ---- | -------------- | ------------------------------------------ | -------------- | ------------- |
| 2009 | Đường đua      | Liên hoan phim Việt Nam lần thứ 16         | Bông sen Bạc   | [ 7 ]         |
| 2014 | Bến mãi đợi đò | Liên hoan truyền hình toàn quốc lần thứ 34 | Huy chương Bạc | [ 8 ]         |
| 2015 | Vết dầu loang  | Liên hoan truyền hình toàn quốc lần thứ 35 | Huy chương Bạc | [ 12 ] [ 13 ] |
| 2016 | Nguyệt thực    | Liên hoan truyền hình toàn quốc lần thứ 36 | Huy chương Bạc | [ 14 ]        |
| 2017 | Nguyệt thực    | Giải Cánh diều lần thứ 15                  | Bằng khen      | [ 14 ]        |